# 岸清
岸 清（きし きよし、1940年 - ）は東京都出身の医学者。栃木県立栃木高等学校、東京医科歯科大学医学部卒業。1970年 東京医科歯科大学　医学博士　論文の題は　「Histochemical demonstration of purine nucleoside phosphorylase activity(プリンヌクレオシドホスホリラーゼ活性の組織化学的証明法)」。 1974年から同大助教授（第1解剖学）。1987年に東邦大学医学部教授（第1解剖学）に転じ、2005年から同大名誉教授。

## 著書
- 「解剖学」（石塚寛他との共著）、医歯薬出版、1995年
- 「解剖学」（五味敏昭他との共著）、中外医学社〈コメディカルのための専門基礎分野テキスト〉、2004年
- 「触診機能解剖カラーアトラス」上下（監修）、文光堂、2008年